# Saxifraga cardiophylla
Saxifraga cardiophylla är en stenbräckeväxtart som beskrevs av Adrien René Franchet. Saxifraga cardiophylla ingår i Bräckesläktet som ingår i familjen stenbräckeväxter. Inga underarter finns listade i Catalogue of Life.